# Scopula proterocelis
Scopula proterocelis är en fjärilsart som beskrevs av Louis Beethoven Prout 1920. Scopula proterocelis ingår i släktet Scopula och familjen mätare. Inga underarter finns listade.